# إليزابيث أندرو وارين
إليزابيث أندرو وارين (28 أبريل 1786 - 5 مايو 1864) هي عالمة نباتات من كورونال وعالمة في الطحالب البحرية، قضت معظم حياتها المهنية في الجمع على طول الساحل الجنوبي في الكورنوال. كان هدفها هو إنشاء معشبة من النباتات الأصلية في كورنوال، ولهذا الغرض نظمت شبكة من جامعي النباتات لجمعية البستنة الملكية في كورنوال وقدمت العديد من العينات إلى ويليام هوكر في حدائق كيو لدراسته للنباتات البريطانية.

## السيرة الذاتية
ولدت وارن في 28 أبريل 1786 في ترورو، وقد عاشت معظم حياتها في قرية فلاشينج بالقرب من ميناء فالماوث.
كانت وارين عالمة نباتات هاوية في وقت لم تكن فيه المرأة البريطانية قادرة على الوصول إلى التعليم العالي، فقد أمضت وقتها في جمع عينات النباتات وإعدادها، والتوافق مع علماء النبات الآخرين، والعمل مع الجمعيات العلمية المختلفة. وقد ركزت جهودها على طول الشواطئ الجنوبية لكورنوال، وخاصة حول حوض نهر فال، بالإضافة إلى اهتمامها الخاص في الطحالب البحرية (الأعشاب البحرية) والنباتات اللازهريـة.
وقد كانتوارن عضوًا مؤسسًا في جمعية رويال كورنوال للفنون التطبيقية (RCPS)، وعملت بشكل وثيق مع الجمعية البستانية الملكية في كورنوال (RCHS). وفي عام 1833، افتتحت RCHS مسابقات سنوية لأفضل وأندر عينات النباتات، حيث تقدمت وارن في هذه المسابقات، وسرعان ما تم تكليفها بتنظيم الجهود المحلية لجمع وتحضير عينات من نباتات الكورنيش الأصلية التي ترعاها RCHS، ووقد كانت هي مسؤولة عن الحصة الأكبر من المساهمات بنسبة 73٪ من حوالي 470 عينة. وفي عام 1937، منحتها RCHS ميدالية فضية لخدماتها للمجتمع ولجهودها في تعزيز "علم النبات الأصلي"، إلى أن أصبحت عضوًا فخريًا في الجمعية في عام 1844.
من بين الأنواع الجديدة التي اكتشفها وارن في كورنوال Kallymenia dubyi، والتي لم تكن معروفة في ذلك الوقت في بريطانيا. وقد نشرت اكتشافاتها لنباتات الكورنيش اللا زهرية في تقرير RCPS السنوي لعام 1842. وفي عام 1849 ، نشرت اكتشافاتها للطحالب البحرية على طول الشاطئ بالقرب من فالماوث.
في عام 1834 راسلت وارن ويليام هوكر، وقد دامت هذه المراسلة ربع قرن، حيث أشارت إلى نفسها ذات مرة على أنها "تلميذته، في وضع غير محظوظ"، مما يشير إلى أنها كانت تتمنى الدراسة معه عن كثب. وعلى مر السنين، قامت بتزويده بالعينات التي تم جمعها في كورنوال بالإضافة إلى العينات التي جاءت إلى بريطانيا عبر فالماوث. نسب إليها هوكر (باسم "آنسة وارن") كواحدة من 19 جامعي عينات نباتية يدين لهم بشكل خاص في مقدمة كتابه الصادر عام 1841 عن الطحالب البريطانية.
في عام 1843 نشرت وارن مخططًا نباتيًا كبيرًا لاستخدامه في المدارس لتثقيف الأطفال حول علم النبات. بعنوان مخطط نباتي لاستخدام المدارس، تم تخصيصه لهوكر. على الرغم من مراجعته جيدًا، إلا أنه لم يكن ناجحًا ولم يتم اسنخدامه على نطاق واسع.
كما تقابلت وارين أيضًا مع علماء نبات آخرين ممن شاركوها اهتمامهافي النباتات اللازهرية، مثل جون رالفز. وقد تم الاستشهاد بعملها من قبل فريدريك هاميلتون ديفي في كتابه عام 1909 (Flora of Cornwall)، وهو المرجع القياسي حول هذا الموضوع.
واصلت وارن رحلاتها لجمع النباتات في الستينيات من عمرها، وتوفيت في منزل أختها في كيا في 5 مايو 1864. وقد نُشرت النصب التذكارية لها في التقرير السنوي لـ RCPS لعام 1864، وحفظت مجموعاتها في المعهد الملكي في كورنوال,
1. 1 2  S.M. Lodge; C.I. Dickinson; Linda M. Newton (Mar 1952). "X. Lists of algal herbaria". British Phycological Bulletin (بالإنجليزية). 1 (1): 10–19. DOI:10.1080/00071615200650101. ISSN:0374-6534. QID:Q105552860.